# Hewitt (Nueva Jersey)
Hewitt es un lugar designado por el censo ubicado en el condado de Passaic en el estado estadounidense de Nueva Jersey. En el Censo de 2020 tenía una población de 1912 habitantes y una densidad poblacional de 124,89 habitantes por km². Fue incluido como CDP en el censo de 2020.

## Geografía
Hewitt se encuentra ubicado en las coordenadas 41°08′30″N 74°18′39″O / 41.14167, -74.31083. Según la Oficina del Censo de los Estados Unidos,  tiene una superficie total de 15,31 km², de la cual 11,97 km² corresponden a tierra firme y 3,34 km² a agua.